# SL-89.0591
SL-89.0591 je antagonist alfa adrenergičkog receptora.